# 1516 Генрі
1516 Генрі (1516 Henry) — астероїд головного поясу, відкритий 28 січня 1938 року.
Тіссеранів параметр щодо Юпітера — 3,364.